# Мадонина (Алесандрија)
Мадонина је насеље у Италији у округу Алесандрија, региону Пијемонт.
Према процени из 2011. у насељу је живело 218 становника. Насеље се налази на надморској висини од 145 м.